# Natalia de Molina

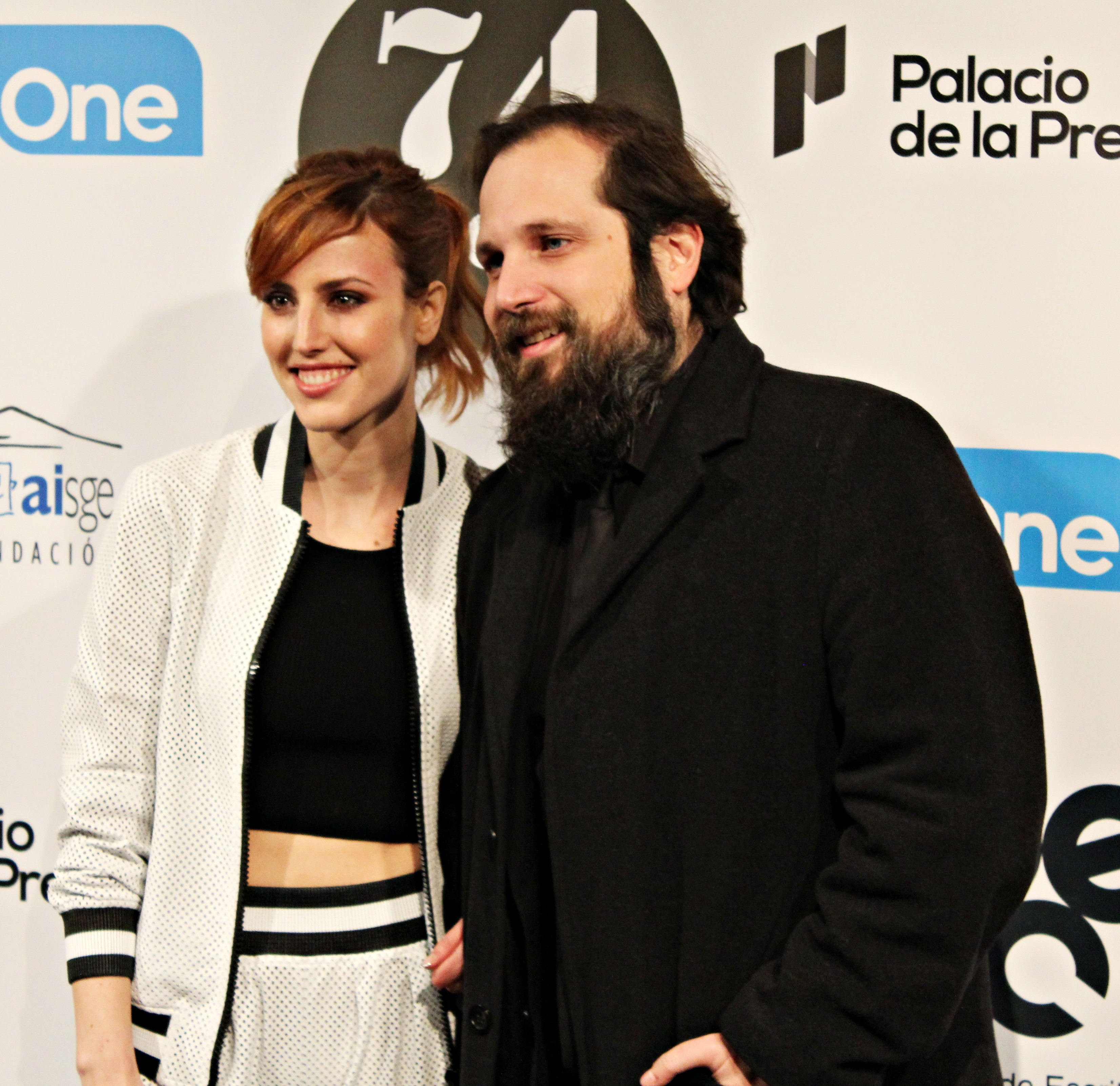
Natalia de Molina e Carlos Vermut alla settantaquattresima edizione delle Medallas del Círculo de Escritores Cinematográficos (28 gennaio 2019) per Quién te cantará.

Natalia de Molina (Linares, 19 dicembre 1990) è un'attrice spagnola vincitrice del Shooting Stars Award nel 2015 alla Berlinale e del premio Goya 2013 come miglior attrice rivelazione e nel 2015 come miglior attrice.

## Filmografia parziale

### Cinema
- La vita è facile ad occhi chiusi, regia di David Trueba (2013)
- Kiki & i segreti del sesso, regia di Paco León (2016)
- Quién te cantará, regia di Carlos Vermut (2018)
- Adiós, regia di Paco Cabezas (2019)
- Elisa e Marcela, regia di Isabel Coixet (2019)
- Specchio, specchio, regia di Marc Crehuet (2022)
- Un anno, una notte, regia Isaki Lacuesta (2022)
- Asedio, regia Miguel Ángel Vivas (2023)

### Televisione
- Mano de Hierro - serie TV, 8 episodi (2024)

## Doppiatrici italiane
Nelle versioni in italiano delle opere in cui ha recitato, Natalia de Molina è stata doppiata da:
- Emanuela Damasio ne La vita è facile ad occhi chiusi, Kiki & i segreti del sesso
- Eva Padoan in Elisa e Marcela
- Veronica Puccio in Specchio, specchio
- Eleonora Reti in Mano de Hierro